# Riff Raff (film, 2024)
Pour les articles homonymes, voir Riff Raff.
Pour plus de détails, voir Fiche technique et Distribution.
Riff Raff est un film américain réalisé par Dito Montiel et sorti en 2024.
Il est présenté en avant-première au festival international du film de Toronto 2024.

## Synopsis
La vie d'un ancien criminel est bouleversée lorsque son ancienne famille se présente pour un règlement de comptes tant attendu.

## Fiche technique
Sauf indication contraire, les informations mentionnées dans cette section peuvent être confirmées par la base de données cinématographiques IMDb,  présente dans la section « Liens externes ».
- Titre original : Riff Raff
- Réalisation : Dito Montiel
- Scénario : John Pollono
- Musique : Adam Taylor
- Décors : Kassandra DeAngelis
- Photographie : Xavier Grobet
- Production : Noah Rothmans, Marc Goldberg et Sarah Gabriel
- Sociétés de production : Canopy Media Partners et Signature Films
- Sociétés de distribution : Capstone Global (États-Unis), Signature Films
- Pays de production :  États-Unis
- Langue originale : anglais
- Format : couleur
- Genre : comédie policière
- Durée : 103 minutes
- Dates de sortie[2] :
  - Canada : 6 septembre 2024 (festival de Toronto - Special Presentations)
  - Italie : 26 novembre 2024 (festival de Turin)
  - États-Unis : 28 février 2025

## Distribution
- Ed Harris (VF : Féodor Atkine) : Vincent
- Bill Murray (VF : Stéphane Cornicard) : Leftie
- Jennifer Coolidge (VF : Martine Irzenski) : Ruth
- Gabrielle Union : Sandy
- Pete Davidson : Lonnie
- Lewis Pullman (VF : Christophe Hespel) : Rocco
- Miles J. Harvey : D. J.
- Emanuela Postacchini (en) : Marina
- Michael Angelo Covino : Jonathan
- P. J. Byrne : Garrison
- Brooke Dillman (en) : Janet

## Production

### Genèse et développement
En mai 2023, Deadline Hollywood annonce que Dito Montiel va réaliser un thriller intitulé Riff Raff, basé d'après un scénario de John Pollono (en) et produit par Noah Rothman (en) pour Canopy Media Partners, aux côtés de Marc Goldberg et Sarah Gabriel pour Signature Films,,.
Deadline annonce également que Signature Films lancera les ventes internationales du projet à Cannes,.

### Attribution des rôles
Lors de l'annonce du film en mai 2023, Jennifer Coolidge, Brian Cox, Dustin Hoffman et Gabrielle Union sont annoncés,.
En novembre 2023, Ed Harris, Lewis Pullman, Miles J. Harvey, Pete Davidson, Emanuela Postacchini et Michael Angelo Covino rejoignent la distribution. Brian Cox ne fait finalement pas partie du film.

### Tournage
Le 21 novembre 2023, Deadline annonce que le tournage a commencé dans le New Jersey.